# Great Chatwell
Great Chatwell – wieś w Anglii, w hrabstwie Staffordshire. Leży 16 km na południowy zachód od miasta Stafford i 202 km na północny zachód od Londynu.